# Attilloncourt
Attilloncourt település Franciaországban, Moselle megyében. Lakosainak száma 99 fő (2022. január 1.). Attilloncourt Brin-sur-Seille, Aboncourt-sur-Seille, Bioncourt, Grémecey, Jallaucourt és Pettoncourt községekkel határos.

## Népesség
A település népességének változása:
| Lakosok száma | 113  | 92   | 96   | 94   | 105  | 104  | 105  | 103  | 103  | 99   |
|               | 1968 | 1982 | 1990 | 2006 | 2013 | 2015 | 2017 | 2019 | 2020 | 2022 |